# 497

## Родени
- Хлотар I, Франкски крал от Меровингите